# Bahamakolibri
Bahamakolibri (Nesophlox evelynae) är en fågel i familjen kolibrier. Den förekommer i Bahamas, men har tillfälligt påträffats även i Florida. Beståndet anses vara livskraftigt.

## Utseende och läte
Bahamakolibrin är en liten (7,8–8,2 cm) men långstjärtad kolibri. Hanen är grön ovan med glittrande purpurfärgad strupe, vitt bröstband, grönfläckat rostfärgat bröst och lång, kluven stjärt. Honan liknar hanen förutom helvit strupe och tvärt avskuren stjärt med orangefärgade kanter. Bland lätena hörs vassa och metalliska "tit" eller "tit-it", ofta i serier. Hanen låter också höra ett metalliskt ljud alstrad av stjärten under spelflykten.

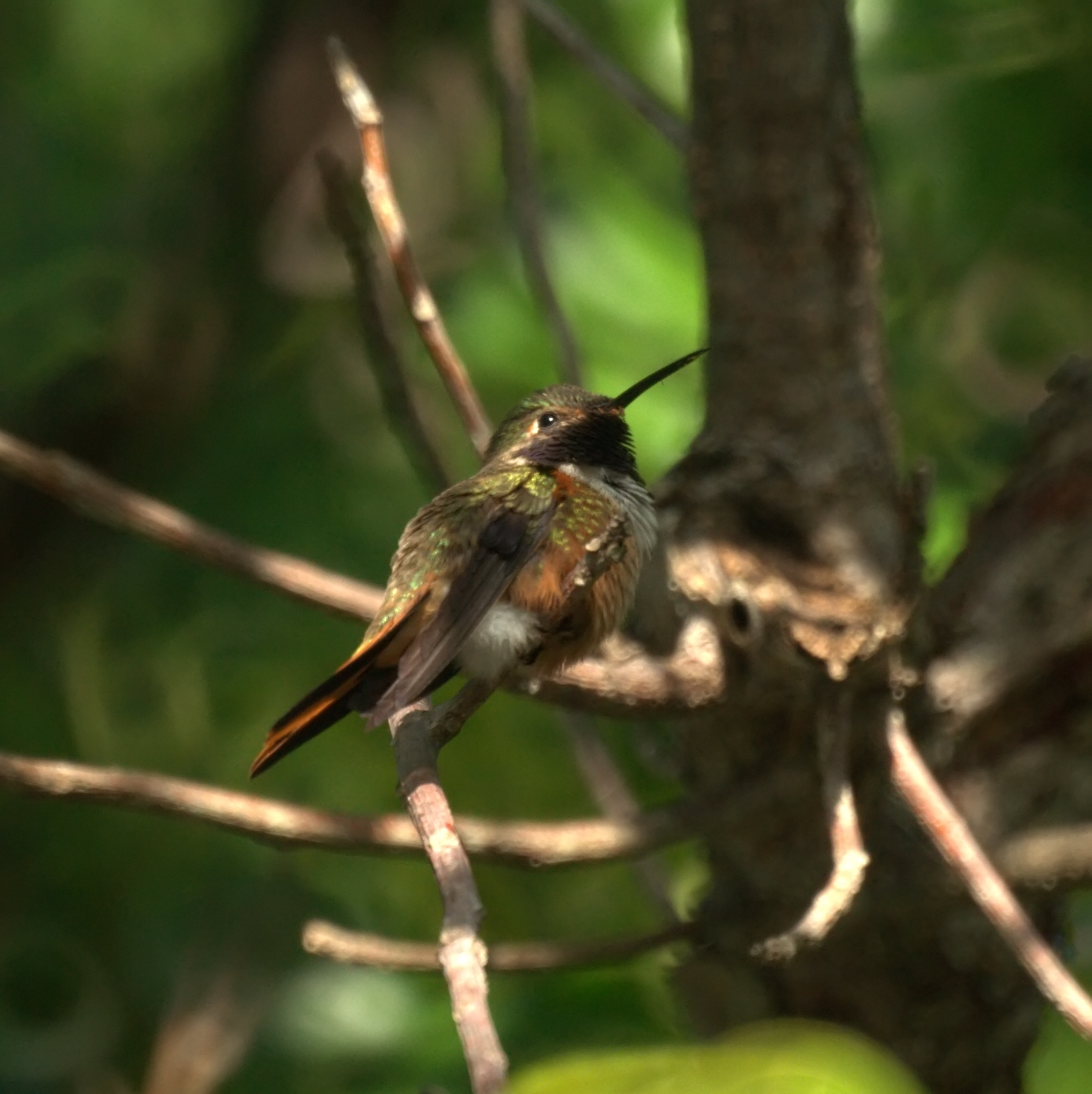
Hane bahamakolibri.

Kubasmaragden, som också förekommer i delar av Bahamas, är större, har helgrön dräkt hos hanen och gråvit undersida hos honan. Hane rubinkolibri har röd, ej purpurfärgad, strupe och saknar kluven stjärt, medan honan saknar orange på undersidan och i stjärten. Närbesläktade inaguakolibrin, tidigare behandlad som underart till bahamakolibrin, är hos hanen purpurfärgad även på pannan och har ännu mer kluven stjärt med lyrformade yttre stjärtpennor.

## Utbredning och systematik
Bahamakolibrin förekommer som namnet avslöjar i Bahamas, inklusive, Caicosöarna, dock ej på öarna Great Inagua och Little Inagua. Där förekommer istället inaguakolibrin, som nyligen urskiljts som egen art efter studier som visar på skillnader i utseende, läten och genetik. Båda arterna placerades tidigare i släktet Calliphlox, men genetiska studier visar att de endast är avlägset släkt med ametistskogsjuvelen (Calliphlox amethystina) som är typart för släktet. Istället utgör de en klad tillsammans med Mellisuga och Archilochus. Bahamakolibrin behandlas idag som monotypisk, det vill säga att den inte delas in i några underarter. 
Tillfälligt har bahamakolibrin eller nästan identiska inaguakolibrin påträffats en handfull gånger i södra Florida, varav åtminstone första fyndet med säkerhet utgjordes av en bahamakolibri, vilket också geografiskt anses mer sannolikt. Ett fynd finns även från en ö utanför Kubas norra kust i april 2001.

## Levnadssätt
Bahamakolibrin hittas i en rad olika sorters miljöer, från kustnära områden till tallskogar, trädgårdar och parker. Den ses oftast födosöka vid blommor eller kolibrimatare. Födan består av nektar från växter som Leonotis, Ipomea, Euphorbia fulgens, Russelia, Duranta, Lantana, Stachytarpheta, Pedilanthus, Ernodes, Dicliptera, Cordia och Bauhinia. Den fångar även insekter i luften.

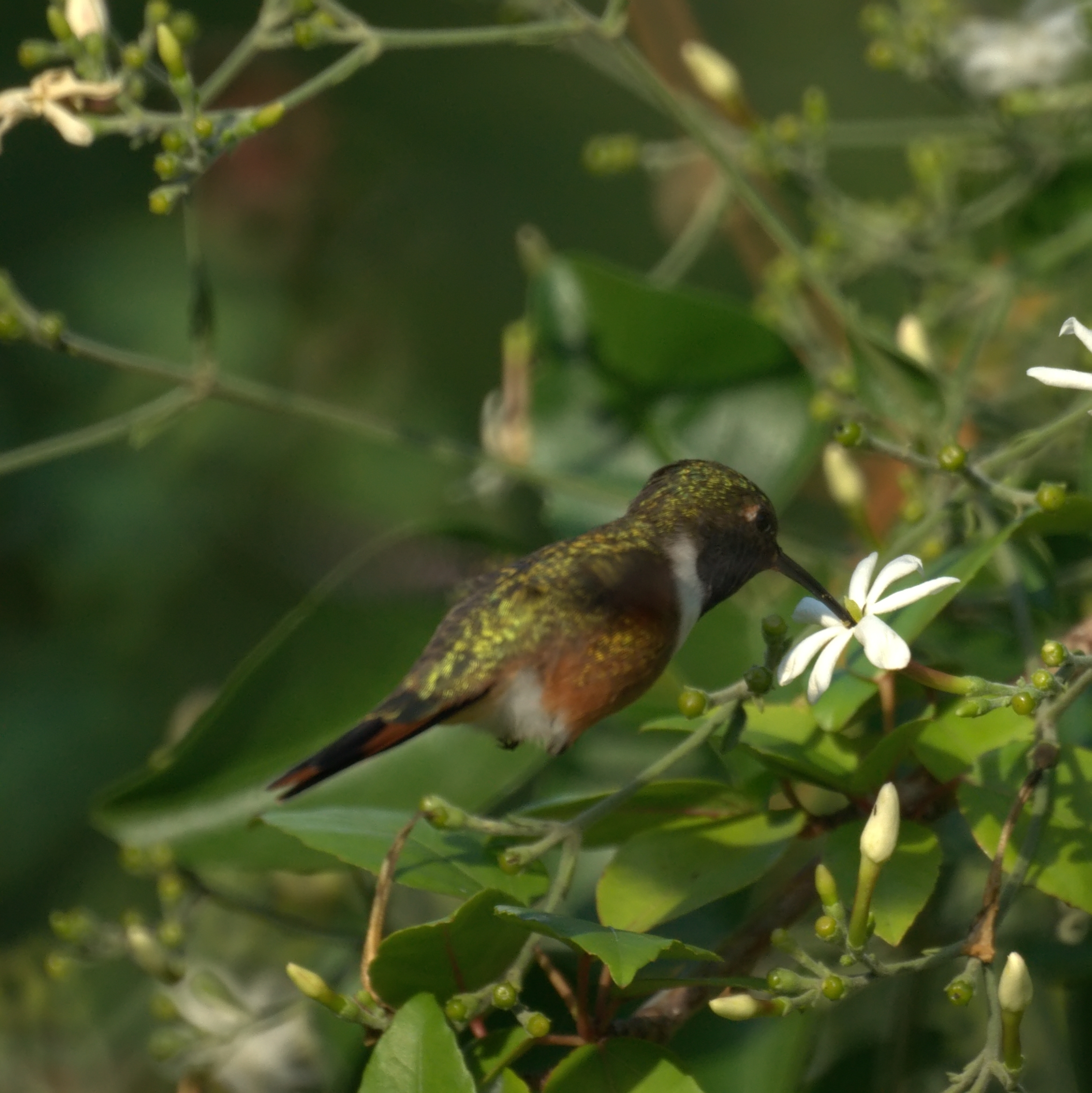

### Häckning
Arten häckar året runt, men möjligen huvudsakligen januari–april. Den bygger ett mycket litet skålformad bo av tunna växtfibrer och spindelväv som placeras i en grenklyka eller längst ut på en gren, en till sju meter ovan mark. Däri lägger den två vita ägg som ruvas i 15–16 dagar enbart av honan. Ungarna är flygga efter 20–24 dagar, men stannar med föräldrarna i ytterligare 20–30 dagar.

## Status
Arten har ett rätt stort utbredningsområde och beståndet anses stabilt. Internationella naturvårdsunionen IUCN listar den därför som livskraftig (LC).